# Didier Dobbels
Didier Roger Dobbels (Tourcoing, 2 agosto 1954) è un ex cestista e allenatore di pallacanestro francese.

## Carriera
Con la Francia ha disputato due edizioni dei Campionati europei (1977, 1981).

## Palmarès

### Giocatore
- Campionato francese: 4

AS Berck: 1972-73, 1973-74
CSP Limoges: 1982-83, 1983-84